# جانوس ناغي (سياسي)
جانوس ناغي (بالمجرية: Nagy János)‏ هو دبلوماسي وسياسي مجري، ولد في 23 سبتمبر 1928 في المجر. حزبياً، نشط في حزب العمال الاشتراكي المجري.